# Ламдонг

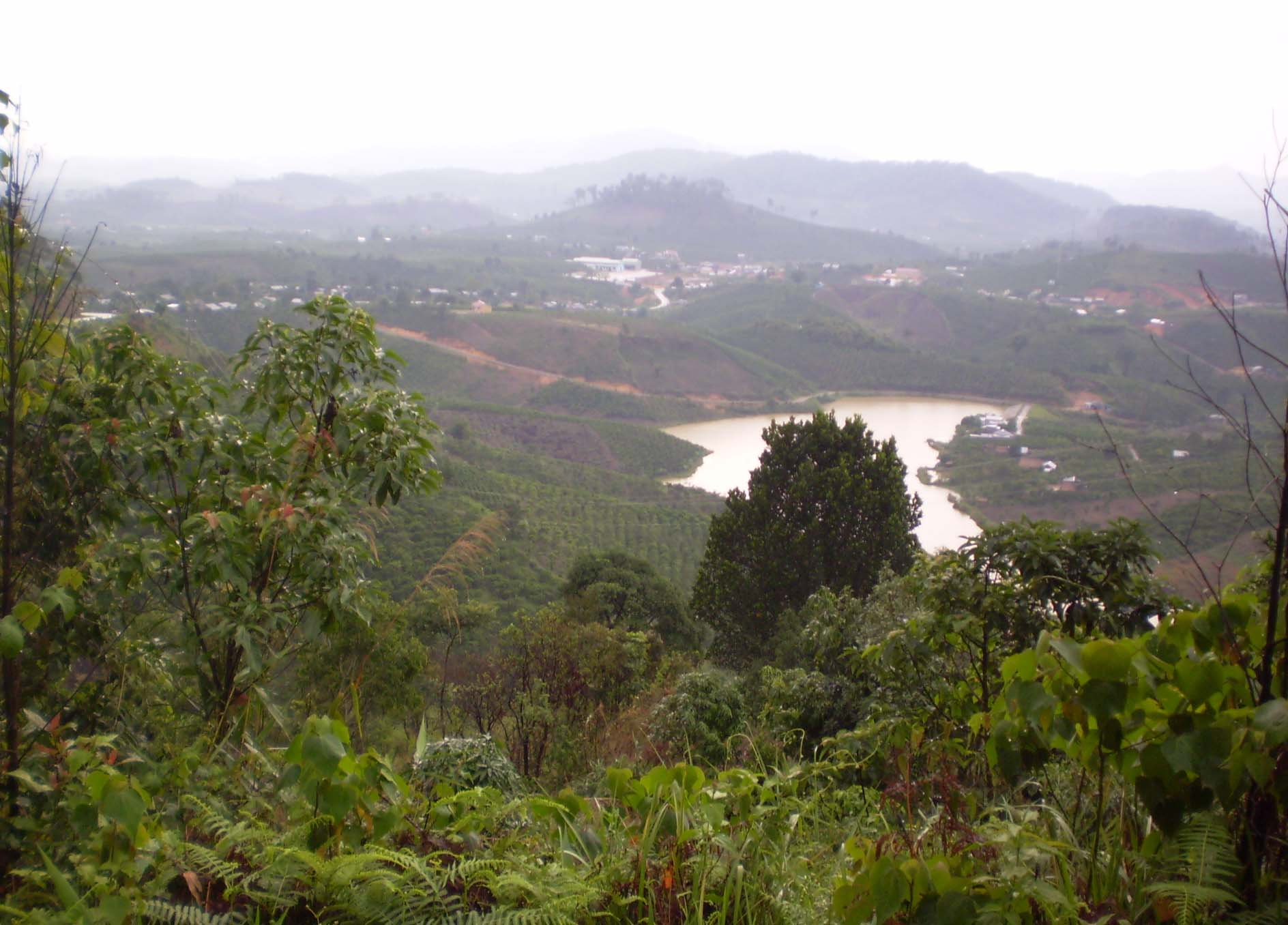
Краєвид повіту Дамронг (провінція Ламдонг)

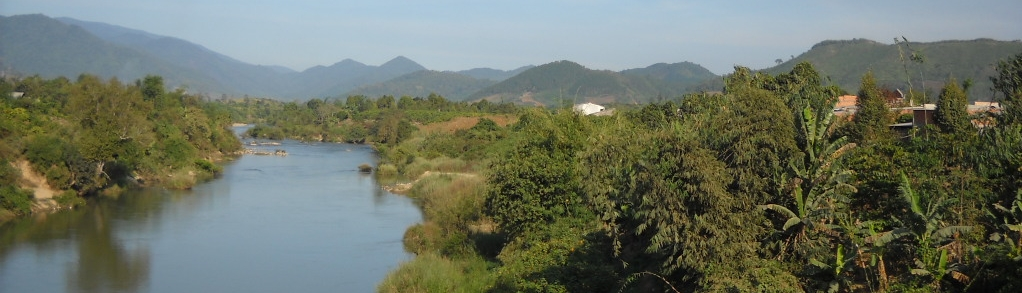
Річка Дамронг (місто Đạ K'Năng, повіт Дамронг)

Ламдонг (в'єт. Lâm Đồng) — провінція у центральному нагір'ї В'єтнаму; єдина провінція нагір'я, що не має кордону з Камбоджею.
Адміністративний центр провінції — місто Далат (Đà Lạt) — знаходиться за 1498 км від Ханоя і за 300 км від Хошиміна.

## Географія
Велика частина провінції лежить на плато Зілінь (Di Linh). Клімат у провінції тропічний мусонний. Провінція Ламдонг славиться своїми мальовничими краєвидами природи. Найвища точка знаходиться на півночі провінції — гора Бідоп (в'єт. Bi Doup), територія однойменної природоохоронної зони. Всього у Ламдонгу три природоохоронні зони. 70 % території провінції зайнято лісами.

## Економіка, туризм
Основа економіки — вирощування кави, чаю, какао і фруктів. Відвідування цієї провінції входить у стандартну програму туристів, які відвідують південь країни. Гірський курорт Далат дуже популярний і серед самих в'єтнамців. У провінції проживає багато національних меншин. Міжнародний аеропорт Далат Льєнкхионг розташований за 30 км від Далата (повіт Дикчонг).

## Адміністративний поділ
Ламдонг поділяється на муніципалітети Далат і Баолок (Bảo Lộc; статус міста провінційного підпорядкування) і 10 повітів:
- Баолам (Bảo Lâm)
- Катьєн (Cát Tiên)
- Дахуоай (Đạ Huoai)
- Датех (Đạ Tẻh)
- Дамронг (Đam Rông), повіт на північному сході провінції, утворений 1 січня 2005
- Зілінь (Di Linh)
- Донзионг (Đơn Dương)
- Дикчонг (Đức Trọng)
- Лакзионг (Lạc Dương)
- Ламха (Lâm Hà)

## Населення
У 2009 році населення провінції становило 1 187 574 особи (перепис), з них 594 358 (50,05 %) чоловіки і 593 216 (49,95 %) жінки, 739 004 (62,23 %) сільські жителі і 448 570(37,77 %) жителі міст.
Національній склад населення (за даними перепису 2009 року): в'єтнамці 901 316 осіб (75,90 %), кого 145 665 осіб (12,27 %), ма 31 869 осіб (2,68 %), нунг 24 526 осіб (2,07 %), тай 20 301 особа (1,71 %), тюру 18 631 особа (1,57 %), хоа 14 929 осіб (1,26 %), мнонги 9 099 осіб (0,77 %), тхай 5 277 осіб (0,44 %), мионги 4 445 осіб (0,37 %), інші 11 516 осіб (0,97 %).